# Philippe de Marigny
Philippe « Le Portier » de Marigny (1260-1316) est un ecclésiastique français devenu archevêque de Sens.

## Biographie
Fils de Philippe de Marigny, seigneur d'Écouis, et de sa deuxième femme, il est le demi-frère d’Enguerrand et le frère de Jean.
Avant d'entrer dans les ordres, il est secrétaire du roi et membre de son conseil privé. Philippe IV le nomme évêque de Cambrai en 1306, puis archevêque de Sens en juin 1309, mais il doit attendre avril 1310 pour être reconnu par le pape Clément V.
Chargé du procès des Templiers, il fait condamner au bûcher cinquante-quatre frères, jugés relaps le 10 mai 1310 devant l'abbaye Saint-Antoine de Paris. Les hauts dignitaires de l'ordre passent ensuite devant une commission apostolique dont il fait partie, et Jacques de Molay est brûlé le 18 mars 1314.
Il organise les funérailles de Philippe IV le 2 décembre 1314.
Décédé en décembre 1316, Philippe de Marigny aurait été enterré dans l'église du prieuré Saint-Laurent-en-Lyons.

## Symboles
Ses armes sont de gueules à deux fasces d'or.
Sa devise est « Ni peur, ni crainte ».